# ノヴィ・ドゥヴル・クルレフスキ
ノヴィ・ドゥヴル・クルレフスキ（ポーランド語: Nowy Dwór Królewski）は、ポーランド中央部のクヤヴィ＝ポモージェ県ヘウムノ郡、パポヴォ・ビスクピエ基礎自治体に属する村。
総面積は3.37平方キロで、そこに32世帯が暮らす。1875年ごろに宮殿が建てられた。

## 歴史

### 中世から1800年まで
1398年に初めて歴史上に登場する。それによると、この年に村には32世帯、牛が20頭、羊が215頭、豚が90頭いた。ドイツの年代記や文献ではNuwenhof、Nuwenhuf、Nuwemhoff、Koenigliche Neuhofといった表記も見られる。1398年から1421年にかけてドイツ騎士団に支配され、1505年にはヘウムノ司教の管轄となった。
1772年の第1回ポーランド分割でプロイセン王国領となり、西プロイセンのマリエンヴェルダー地区に組み込まれた。

### 近現代
第二次世界大戦前夜にほとんどの住民がドイツの脅威から村を出た。開戦直後に村は占領され、破壊された。1975年から1998年の旧行政区分ではトルン県に属した。1996年に電話が引かれた。

## 近隣の村々
- ニエムチク（Niemczyk） 1km
- フォルゴヴォ（Folgowo） 2km
- スタフ（Staw） 2km
- ヴロツワフキ（Wrocławki） 2km
- バルトレヴォ（Bartlewo） 3km
- フィルルス（Firlus） 3km
- パポヴォ・ビスクピエ（Papowo Biskupie） 3km
- ブワフタ（Błachta） 4km
- ティトレヴォ（Tytlewo） 4km
- リピエネク（Lipienek） 4km
- ウィニエツ（Łyniec） 9km
- ピオートコヴォ（Piątkowo） 9km
- ナポレ（Napole） 9km
- ザクルゼヴォ（Zakrzewo） 9km
- ジェルグノ＝ベズドゥウ（Zelgno-Bezdół） 9km
- ヴァブジ（Wabcz） 9km
- マランコヴォ（Malankowo） 9km
- リビエニエツ（Rybieniec） 9km
- ヴィトコヴォ（Witkowo） 9km
- ヴァブジ・コロニア（Wabcz Kolonia） 9km

## ギャラリー

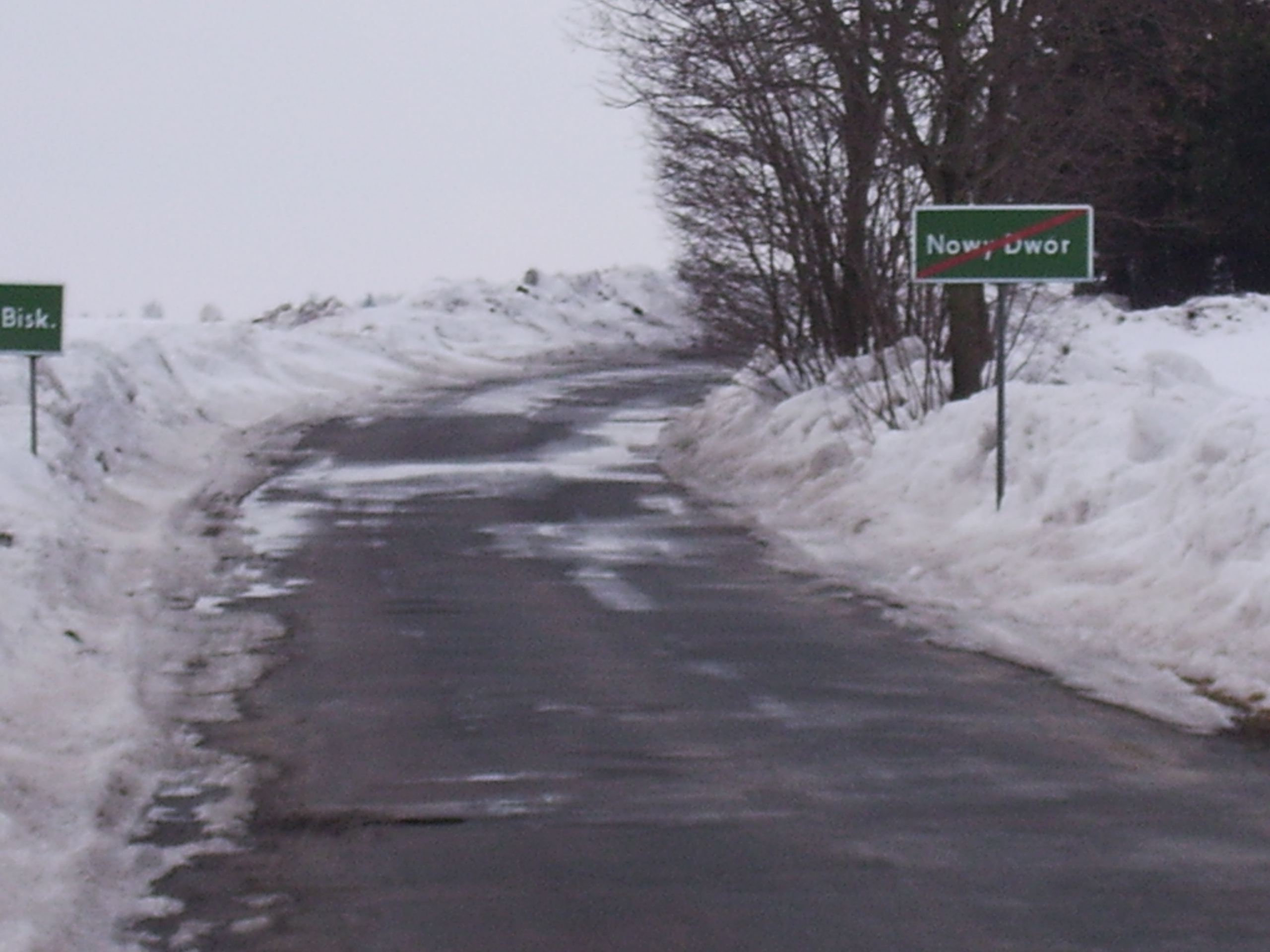
村の端
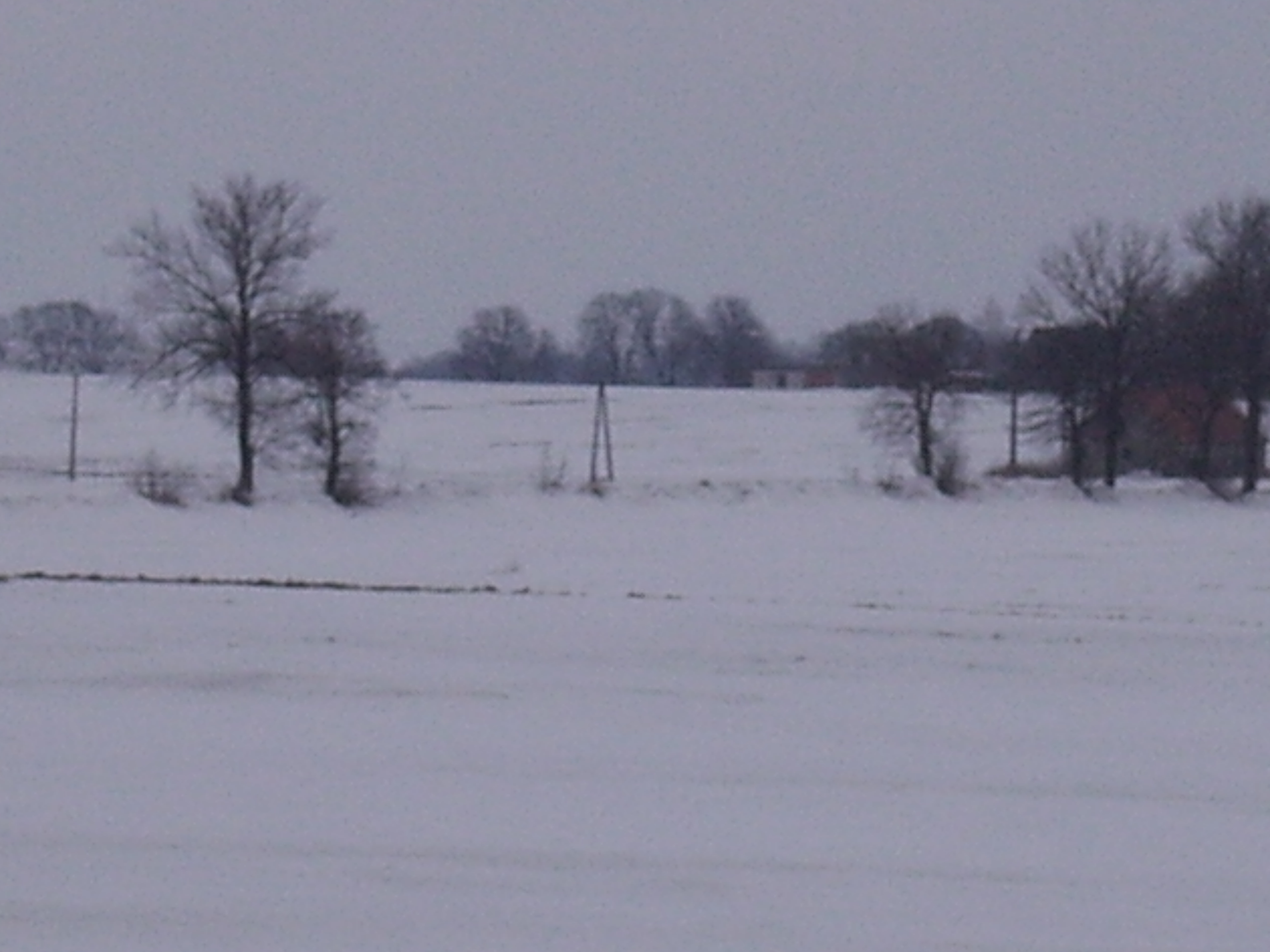
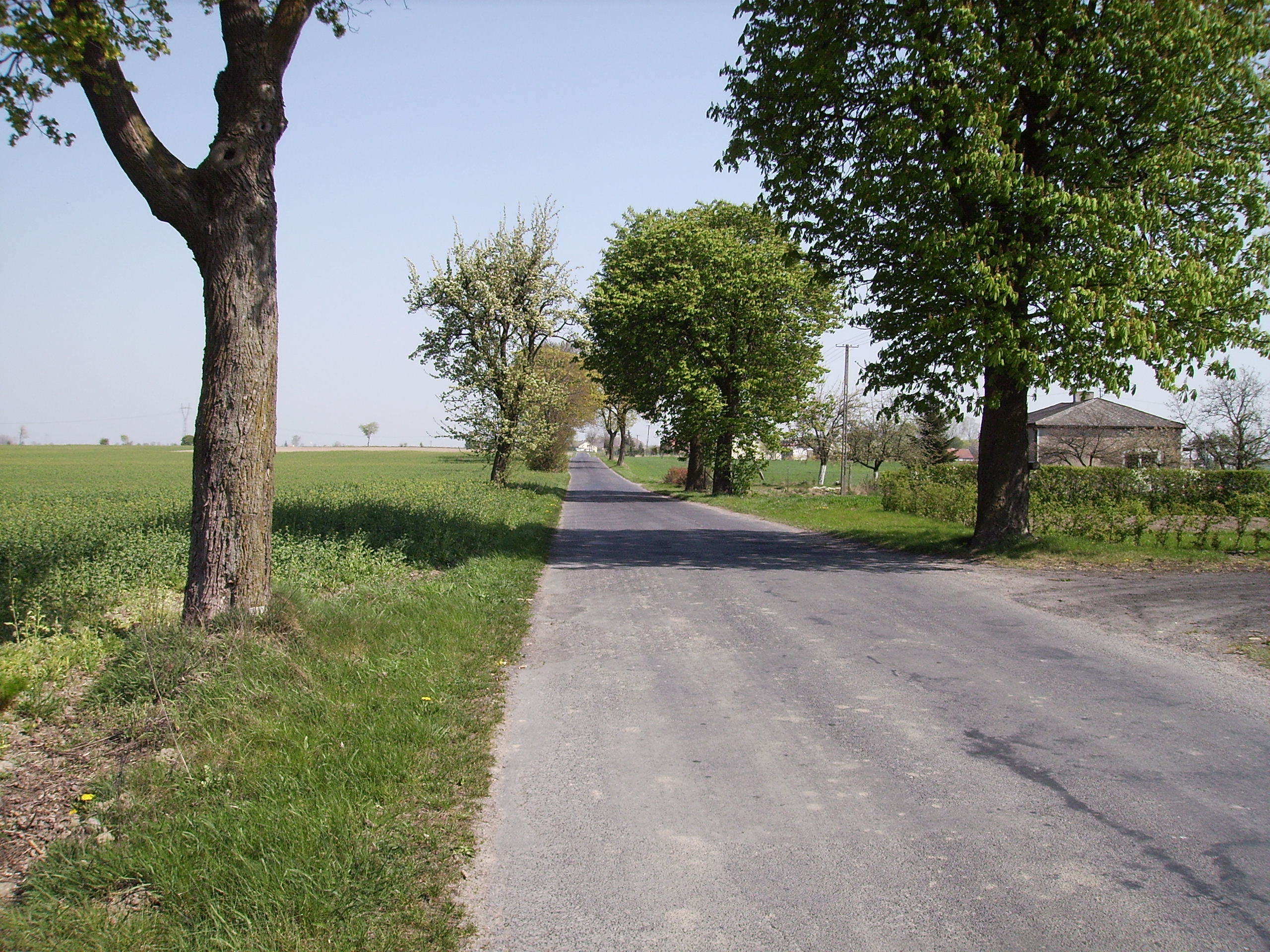
公園
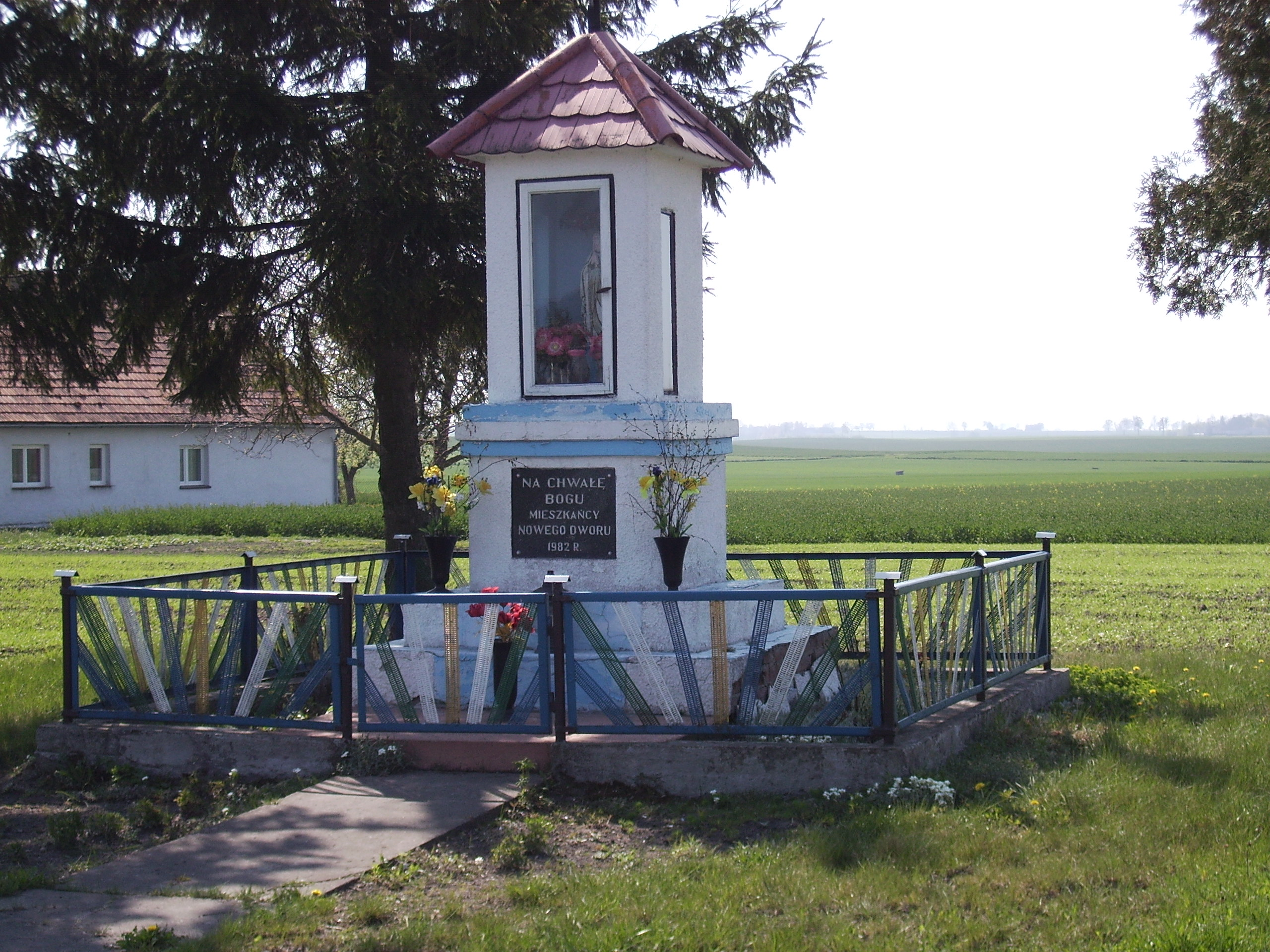
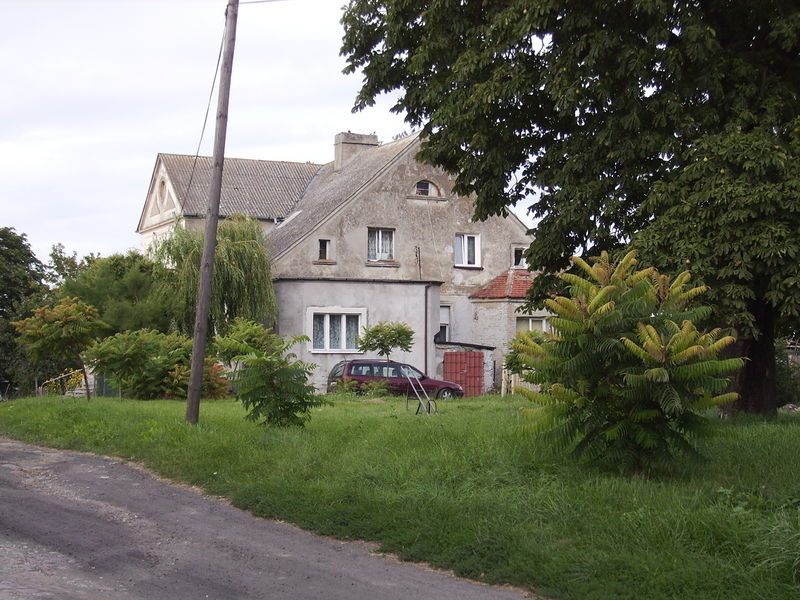
宮殿
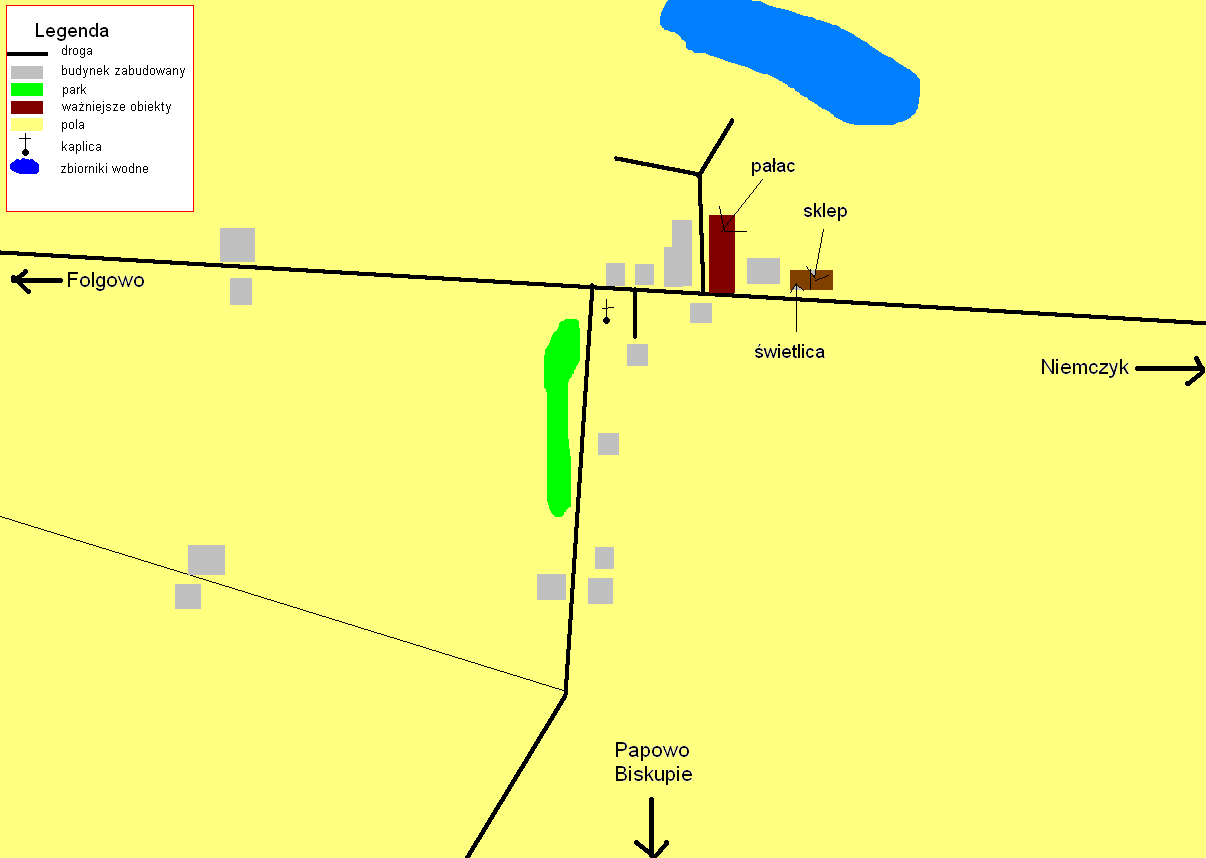
ポーランド語の地図
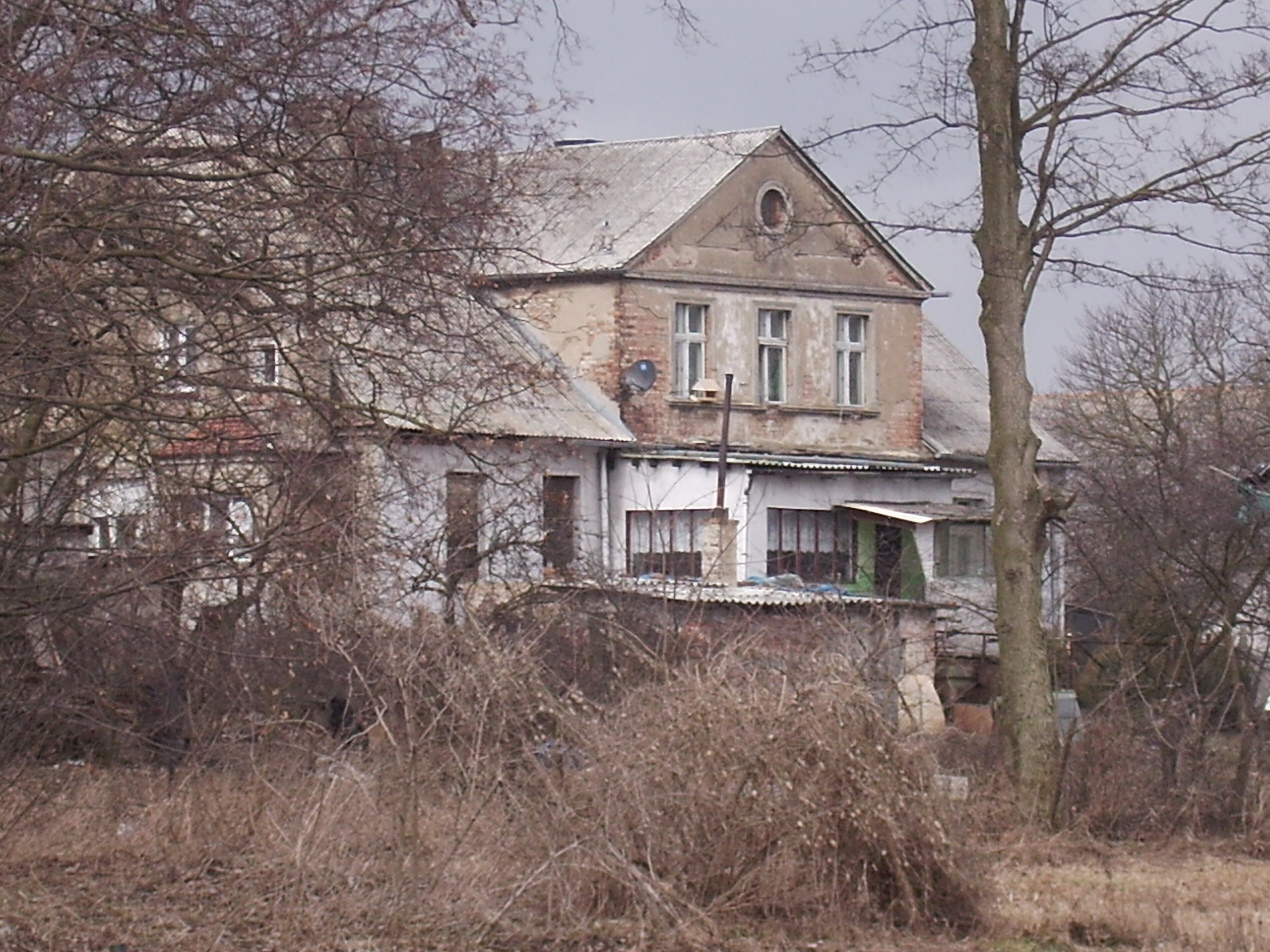
宮殿
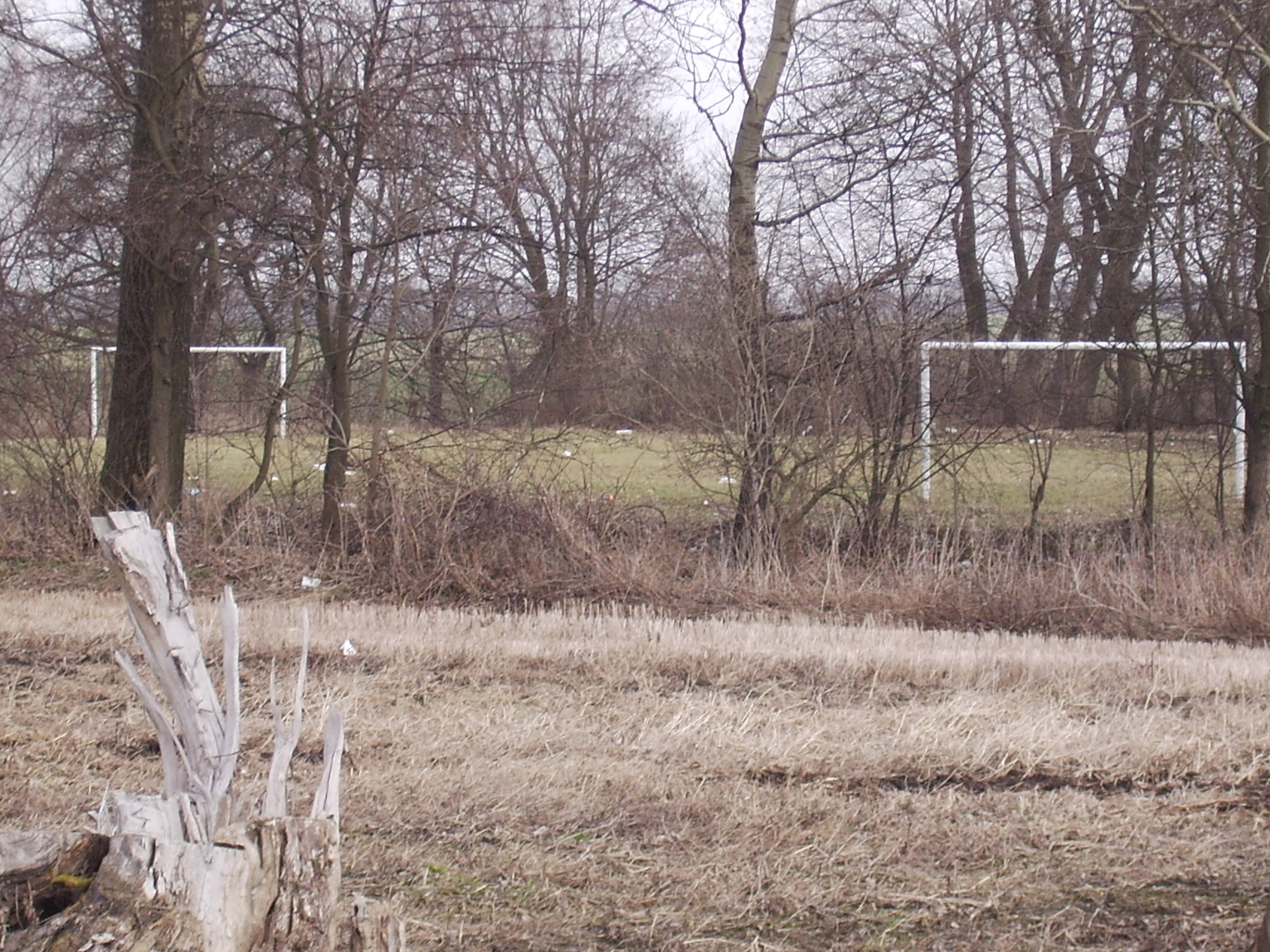
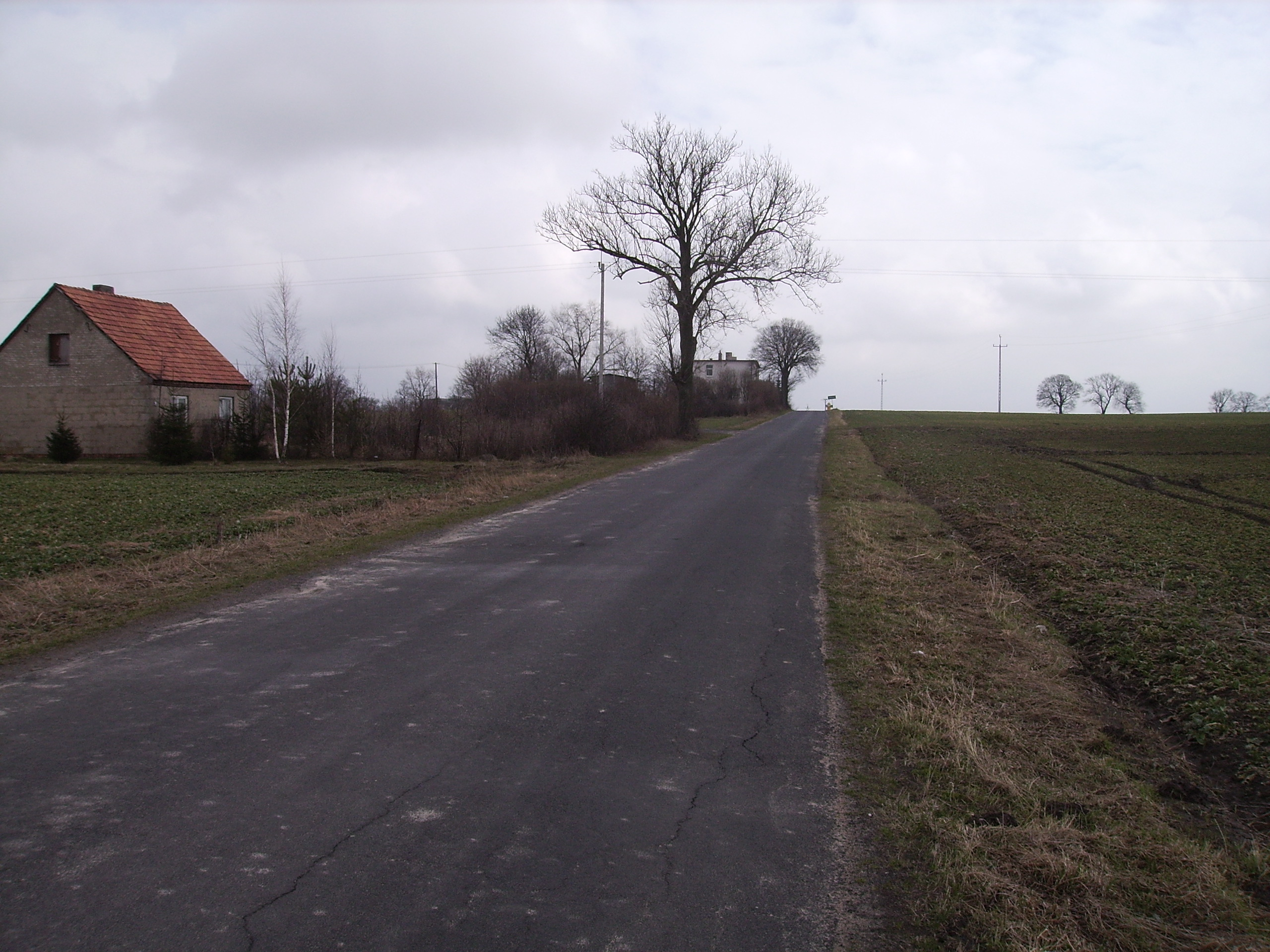
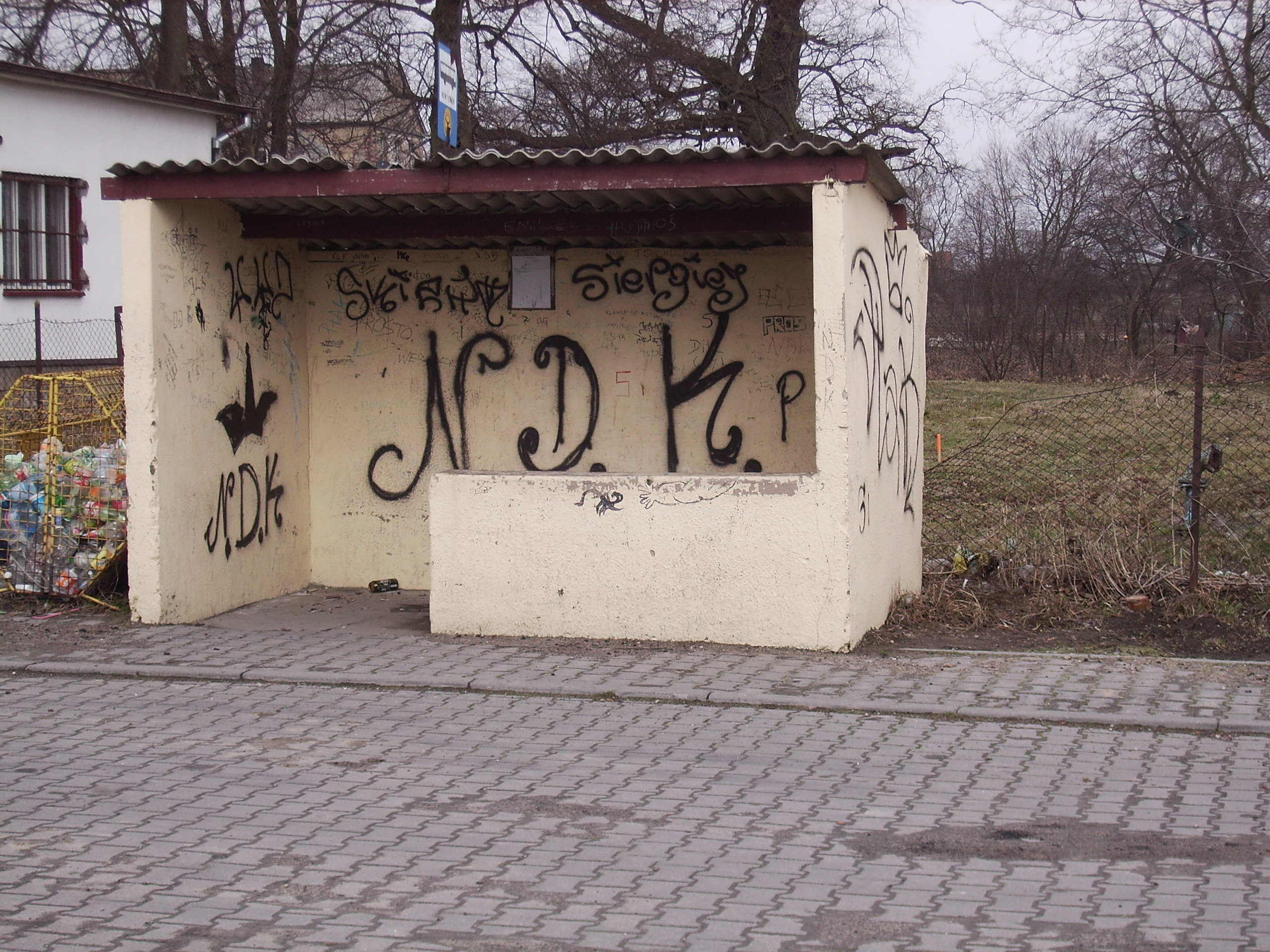